# Yves Prin
Pour les articles homonymes, voir Prin.
Yves Prin  est un chef d'orchestre et compositeur français de musique contemporaine né le 3 juin 1933 à Sainte-Savine (Aube).

## Biographie
- Études au Conservatoire national supérieur de musique et de danse de Paris
- 1968-1969 : Assistant de Bruno Maderna au Mozarteum de Salzbourg
- 1968-1973 : Chef invité des orchestres de la Résidence de La Haye et de Haarlem (Pays-Bas).
- 1970-1974 : Directeur musical de l'Orchestre national des Pays de la Loire
- 1974-1980 : Directeur musical de l'Atelier Lyrique du Rhin
- 1978 : Suit à l’Ircam, le 1er stage de formation aux technologies modernes et à la recherche, afin de se familiariser avec la synthèse du son par ordinateur
- 1981-1983 : Directeur musical du Nouvel Orchestre philharmonique de Radio France
- 1983-1986 : Responsable de la coordination de la musique contemporaine et du théâtre musical à Radio-France
- 1983-1992 : Producteur à Radio France des séries de concerts successives de musique contemporaine : « Musique au Présent », « Musiques en Perspectives » et « Musique du XXe Siècle »
- 1992-1999 : Délégué artistique du festival « Présences » de Radio France, axé sur la création.

Yves Nat et Bruno Maderna ont profondément influencé et orienté Yves Prin dans sa carrière musicale. Après un parcours tout à fait classique, en tant que pianiste ou chef d’orchestre honorant le répertoire, il choisit de s’investir totalement dans la création.
Il a, en conséquence, dirigé de nombreuses premières mondiales, symphoniques, instrumentales et lyriques, dont certaines ont été enregistrées pour le disque, la radio et la télévision. Toutefois, il a, avec certains créateurs, des affinités musicales plus particulières, faites d’une passion pour un langage spécifiquement
lyrique et d’une vision dramaturgique de la musique.
Yves Prin a reçu en 1997 le Prix Florent Schmitt de l’Académie des Beaux-Arts. Il est Commandeur dans l'Ordre des Arts et des Lettres. Depuis 1999, il se consacre entièrement à la composition.

## Œuvres
(chronologique par genre)

### Musique pour instrumentiste
- Cinq préludes de jeunesse (1950-1953) (piano)

1. Évocations
2. L’Orgue à manivelle
3. Chimère
4. Apoutsiak
5. Alika

- Quatre études (1967/rév. 1992) (piano)
- Mémoire d'éphémères (1972/rév. 1992) (violon)
- Ballade pour Frédéric, hommage à Chopin (1989) (piano)
- Deux études en forme de bis, deux versions (1994) (violon)
- Cinq Haïkaï (1997-2001) (piano)

1. Printemps
2. Été
3. Automne
4. Hiver
5. Nouvel an

- La Parade du balbuzard amoureux (1999) (harpe celtique, électronique)
- La Paraphrase de l'aigle (2006) (marimba, électronique)

### Musique de chambre
- Mobile 1, trois versions (1970/rév. 1992) (hautbois solo, percussion, électronique / piano, 2 contrebasses, trombone ad lib)
- Mobile 2, in memoriam Bruno Maderna (1970) (4 percussions)
- Mobile 3, trois versions (1970/rév. 1992) (flûte solo, percussion, électronique / piano, 2 contrebasses, trombone ad lib)
- Mobile 4, quatre versions (1970/rév. 1992) (clarinette solo, percussion, électronique / piano, 2 contrebasses, trombone, 2 clarinettes basses ad lib)
- Actions simultanées I (1972) (ensemble 8 musiciens)
- 3 Fragments (1978) (2 percussions)
- Quatuor à cordes « La Barque » (1992)
- Tango-Fusion (1993/rév. 1999) (clavecin, bandonéon)
- Deux études en forme de bis, deux versions (1994) (violon, piano)
- Tango-Fusion Duo (1999) (bandonéon, piano)
- Tango-Fusion Trio (1999) (bandonéon, piano, contrebasse)
- Tango-Fusion Quatuor (2002) (bandonéon, saxophone, piano, contrebasse)
- Tango-Fusion Quintette (2003) (bandonéon, violon, violoncelle, piano, contrebasse)
- Niebelung (2004), (tuba contrebasse, percussion)
- Histoires naturelles (2009) (2 pianos)
- Lucioles

1. Fourmis-Lions
2. Libellule
3. Cigales
4. Papillon
5. Hirondelles
6. Écureuils
7. Sauterelle
8. Serpent
9. Grand-Duc

### Musique pour ensemble
- Concerto pour percussion et ensemble de cuivres (1970) (6 percussions, 13 cuivres)
- Éphémères (1973/rév. 1992) (capriccio pour violon solo, piano et 28 cordes)
- Le Rêve d’Isis (2001) (24 flûtes)

### Musique pour orchestre, avec ou sans soliste
- Actions simultanées II (1972) (orchestre 46 musiciens)
- Dioscures (1977/rév. 1984) (concerto grosso pour violon, flûte et clarinette solistes – orchestre 34 musiciens)
- Le Souffle d’Iris (1986/rév. 1992) (concerto pour flûte – orchestre 63 musiciens)
- Concerto pour tuba et orchestre (1993/rév. 2000) (orchestre 77 musiciens)
- In Praise of Flight – L'Éloge de la fuite (1997/rév. 2000) (concerto pour piano – orchestre 63 musiciens)

### Musique vocale
- Au souffle d’une voix (1968) (Soprano, Basse solistes, orchestre 62 musiciens, électronique) (Textes de Claude Seignolle et Shaïtane)
- Hymnus 68, oratorio (1969) (Soprano, Basse, Bronté solistes, chœur mixte, chœur d’enfants et orchestre 74 musiciens) (Textes de Pierre Host)
- L’Île de la vieille musique, jeu musical pour enfants (1975) (7 chanteurs solistes, piano, orgue, clarinette basse, trombone, chœur d’enfants, électronique) (Texte de Marie-Noël Rio)
- Action-Réflexe III (1977) (quatuor vocal, récitant, piano) (Texte de Stéphane Mallarmé et phonèmes d’Yves Prin)
- In circolo (1997) (chœur d’enfants, 2 trompettes, 2 trombones, 12 percussions)
- De amor desesperado, deux versions (1998)  (Poèmes de Silvina Ocampo)

(Mezzo Soprano solo, 3 clarinettes, trio à cordes, piano) – (Mezzo Soprano solo, piano)
1. Castigo
2. Sobre la arena La Cascada
3. La Amazona
4. El ultimo sospiro

- Les Amants, trois versions (1999, 2000, 2001) (Poèmes de Jean-Pierre Siméon)

(Mezzo Soprano solo, 3 clarinettes, quatuor à cordes, piano) – (Mezzo Soprano solo, piano) – (Mezzo Soprano solo, 3clarinettes, piano et 24 cordes) 
1. Les Amants devant la grande illusion de l’océan
2. Le Soleil est une brebis sur la pente du ciel
3. L’Aboi des chiens
4. Jeunesse
5. Nomades

- Sirandanes créoles, deux versions (2001-2002, 2004) (Poèmes traditionnels créoles)

(Mezzo Soprano solo, saxophone ténor) – (Soprano solo, saxophone alto) 
1. Lizié
2. Tinwar
3. Laduler
4. Katpat
5. Zétwal

- Cuatro sonetos de amor, deux versions (2002) (Poèmes de Pablo Neruda)

(Soprano solo, flûte, clarinette, violon, violoncelle, piano) – (Soprano solo, pno) 
1. No te amo
2. Sabras que no te amo
3. Cuando yo muera
4. No te quiero

- Quatre haïkaï (2003) (Soprano solo, pno) (Haïkus de Michèle Venture)

1. Jaillissement
2. Attente
3. Symphonie
4. Cendres

- Claudel répond les psaumes (2004) (Soprano solo, récitant et piano, clavecin, clavier Midi, percussion) (Textes de Paul Claudel et psaumes de David)
- Les Émotions passagères (2004) (Soprano solo, piano) (Textes de Paul Claudel)

1. La Musique
2. La Fleur bleue
3. Dissipabitur capparis
4. Le Cygne

- Prière (2004) (Soprano solo, piano) (Psaume de David)
- Songes de l’obscur (2004-2005) (Baryton solo, piano) (Poèmes de Jean-Pierre Siméon)

1. L’Enfant déjà
2. D’une source épuisée
3. L’Œil du rêve
4. Aube d’innocence
5. Tu as marché contre le vent

- Abismos (2004-2005) (Contralto solo, piano) (Poèmes de Silvina Ocampo)

1. Immortalidad
2. Si no me amas
3. Matame
4. El Olvido
5. El Rio y las rosas

- Cristal de vida (2005-2009) (Soprano solo, piano) (Poèmes de Silvina Ocampo)

1. La Aurora
2. El Infierno
3. Ansiedad

- Injusticia, pour chœur a cappella (2005) (chœur a cappella) (Poème de Silvina Ocampo)

aussi cf de amor desesperado (1998)
- La Colline d’Arashiyama (2006) (Soprano soliste, piano) (Poème de Michèle Venture)

### Opéra
Soie, opéra (2003-2009) (7 chanteurs solistes : baryton, mezzo, basse, soprano, contralto, ténor, soprano enfant, ballet, chœur et orchestre de 83 musiciens)
(D'après le roman éponyme d'Alessandro Baricco - Livret Yves Prin, d'après la traduction française de Françoise Brun)

### Musique de scène
- Hamlet-machine (1991) (piano, synthétiseur) (Texte de Heiner Müller)
- L’Annonce faite à Marie (2005) (4 musiciens : piano, clavier Midi, cor, percussion) (Texte de Paul Claudel)
- Par-dessus bord (2007-2008) (4 musiciens : clarinette (aussi saxophone), piano (aussi clavier Midi), contrebasse, percussion) (Texte de Michel Vinaver)

### Musique de film
- Les compagnons de Jéhu (1966) (adaptation du roman d'Alexandre Dumas)[1]